# Cabezarados
Cabezarados és un municipi de la província de Ciudad Real a la comunitat autònoma de Castella-La Manxa. Limita al Nord con Abenójar, a l'Est amb Corral de Calatrava, al Sud amb Villamayor de Calatrava, i a l'Oest amb Almodóvar del Campo.